# Hyposoter inquinatus
Hyposoter inquinatus là một loài tò vò trong họ Ichneumonidae.